# Dzahui

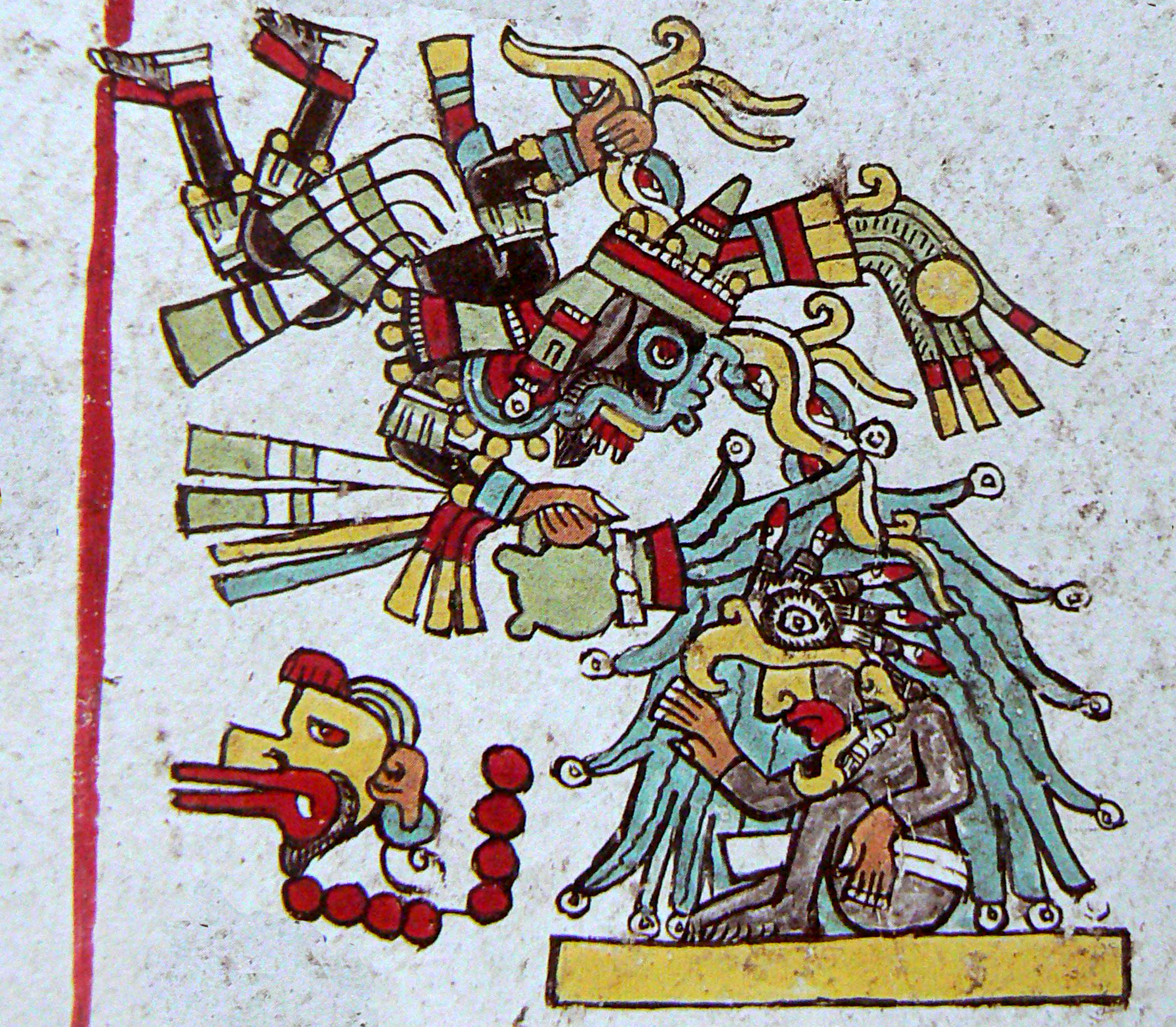
Représentation de Dzahui (Codex Vindobonensis 1).

Dzahui ([ʣawi]), Coo Dzavui ou Savi ([savi]), était le dieu de la pluie des Mixtèques, à l'époque mésoaméricaine.
Dans cette civilisation, il représente le Serpent à plumes ou "Joyaux" à cause de son apparence : il est en effet orné de riches plumes de Quetzal. Dzavui se traduit aussi par "serpent de pluie" ou "pluie" en Espagnol. Coo Dzavui est donc aussi le dieu de la pluie, des nuages tourbillonnants d'eau créés par des courants de vent fort.
Coo Dzavui éclaire le chemin des ténèbres la nuit et est lié à la vie et à la mort de son peuple, ainsi qu'aux créateurs dans les mythes anciens. Il est en effet le protecteur des Mixtèques, le peuple de la pluie (ñuu dzavui, ñuu dzahui ou ñuu sávi).
Dzahui est aussi identifié aux pierres en forme de goutte d'eau, ou pierres Savi, et aux objet réalisés en turquoise, une pierre très prisée par les mésoaméricains. Le principal lieu de culte dans lequel on vénérait Coo Dzavui était situé en Achiutla (Nuu Ndécu en mixtèque).
Selon la légende, le dieu mixtèque, tout comme d'autres ñuhu (les êtres sacrés), fut pétrifié lors de l'apparition de Ndicahndíí (le soleil) dans le firmament.
Coo Dzavui est l'équivalent du dieu aztèque Tlaloc et peut aussi être comparé aux autres Serpents à plumes mésoaméricains : Quetzalcóatl, Ehécatl, Kukulkan ou Tohil, dans les religions aztèque et maya.